# The Mindsweep: Hospitalised
The Mindsweep: Hospitalised è il primo album di remix del gruppo musicale britannico Enter Shikari, pubblicato il 30 ottobre 2015.
Contiene i remix di tutti i brani del quarto album in studio della band, The Mindsweep, realizzati da artisti appartenenti all'etichetta discografica drum and bass Hospital Records (da cui il titolo Hospitalised). 

## Produzione
Ogni artista che ha partecipato è stato scelto da Rou Reynolds (cantante) e Rory Clewlow (chitarrista), mentre i diversi brani sono stati assegnati a ciascuno di loro a discrezione sia degli Enter Shikari che, in alcuni casi, degli artisti della Hospital stessi. Tony Colman, noto per il suo progetto solista London Elektricity e codirettore della Hospital Records, si è invece proposto di sua iniziativa per far parte del progetto.
L'idea di un album di remix era in mente ai membri del gruppo dal periodo di Common Dreads, ma solo dopo aver pubblicato The Mindsweep cominciarono a pensare di poter realizzare un tale progetto. Parlando del disco, Rou Reynolds ha detto a proposito:
| Recensione         | Giudizio |
| ------------------ | -------- |
| Blunt Mag          |          |
| Bring the Noise    |          |
| Kill Your Stereo   |          |
| Mosh               |          |
| Parallel Music     |          |
| PlanetMosh         |          |
| The Prelude Press  |          |
| Renowned for Sound |          |
| Revival Media      |          |
| RockRevolt         |          |
| The West Review    |          |

## Pubblicazione
La sua pubblicazione è stata annunciata sul sito ufficiale degli Enter Shikari il 18 agosto 2015, notizia accompagnata dalla pubblicazione del video ufficiale del remix del singolo Anaesthetist, a opera di Reso. Le versioni disponibili vedono i classici formati in CD e digitale, più un'edizione limitata comprendente un doppio LP di colore arancione a cui è stato possibile aggiungere uno dei 1.000 dischi in vinile da 10", anch'essi arancioni, contenenti il remix di Slipshod, estratto anche come singolo e incluso solo nella versione digitale dell'album. Oltre ai remix di Slipshod e di Anaesthetist, l'album è stato anticipato dalla pubblicazione in anteprima dei remix di There's a Price on Your Head e The Last Garrison, dei quali il primo accompagnato da un video ufficiale.

## Tracce
Testi di Rou Reynolds, musiche degli Enter Shikari e degli autori dei remix.
1. The Appeal & the Mindsweep I (Metrik Remix) – 3:58
2. The One True Colour (Keeno Remix) – 4:57
3. Anaesthetist (Reso Remix) – 4:31
4. The Last Garrison (S.P.Y Remix) – 4:18
5. Never Let Go of the Microscope (Etherwood Remix) – 4:52
6. Myopia (Bop Remix) – 5:14
7. Torn Apart (Hugh Hardie Remix) – 4:40
8. Interlude (The Erised Remix) – 4:01 (testo: The Erised)
9. The Bank of England (Lynx Remix) – 4:29
10. There's a Price on Your Head (Danny Byrd Remix) – 4:09
11. Dear Future Historians... (London Elektricity Remix) – 5:43
12. The Appeal & the Mindsweep II (Krakota Remix) – 4:51

Traccia bonus nella versione digitale e nel vinile 10" bonus
1. Slipshod (Urbandawn Remix) – 5:04

## Classifiche
| Classifica (2015)         | Posizione massima |
| ------------------------- | ----------------- |
| Regno Unito               | 68                |
| Regno Unito (download)    | 67                |
| Regno Unito (physical)    | 62                |
| Regno Unito (vinyl)       | 8                 |
| Regno Unito (independent) | 15                |
| Regno Unito (dance)       | 10                |